# アシュリー・オーチャード
アシュリー・オーチャード（Ashleigh Orchard、1991年12月21日 - ）は、アイルランドの女子ラグビー選手。旧名『アシュリー・バクスター』。

## プロフィール
- アイルランド・キャッスルウェラン出身[2]。
- ポジションはスタンドオフ(SO)。
- 身長 156cm、体重 61kg
- 2014年女子W杯・2017年女子W杯の女子アイルランド代表に選ばれたことがある[3]。

## 略歴
結婚後、2023年、出産。 
2024年、パリ五輪の7人制女子アイルランド代表に選ばれた。